# Kommerzialrat
Kommerzialrat (häufig auch abgekürzt KmzlR, KommR oder KmR, selten auch nur KR) ist ein Berufstitel in Österreich, der ehrenhalber an Angehörige des Wirtschaftslebens verliehen wird, die sich in ihren langjährig ausgeübten Berufen Verdienste um die Republik Österreich erworben haben.
Der Berufstitel Kommerzialrat ist gesetzlich geschützt: „Wer unbefugt einen Berufstitel führt, begeht, sofern dadurch kein gerichtlich zu ahndender Straftatbestand verwirklicht wird, eine Verwaltungsübertretung.“
Der Berufstitel und seine Verleihung sind durch eine im BGBl. II Nr. 261/2002 kundgemachte Entschließung des Bundespräsidenten geregelt.

## Sonstige Verwendung

### Laienrichter
Als Kommerzialrat bezeichnen sich auch die Laienbeisitzer bei den Senaten des Handelsgerichtes Wien und der übrigen Landesgerichte als Handelsgerichte – an sich nur auf Dauer ihrer Funktion, jedoch wird auch nach einer allfälligen Rücklegung aus Alters- oder Gesundheitsgründen der Titel faktisch unbeanstandet weitergeführt.
Weiters haben die fachkundigen Laienrichter am Kartellgericht und Kartellobergericht das Recht zur Führung des Titels Kommerzialrat. Dieses Recht besteht aber auch nach Beendigung des Amtes, sofern sie dem Gericht mindestens fünf Jahre angehört haben.

### Wirtschaftskurie
Direkt vom Bundeskanzler wird der Ehrentitel Kommerzialrat verliehen.
Ausschließlich vom Bundeskanzler werden gemäß § 63 Bundesstatistikgesetz die Mitglieder seiner in der Bundesanstalt Statistik Österreich eingerichteten Wirtschaftskurie in der erforderlichen Anzahl (in der Regel pro Jahr höchstens einige Dutzend) aus dem Kreis von besonders verdienten Fachleuten der Wirtschaft bestellt. Das Recht zur Führung der festgelegten Bezeichnung Kommerzialrat für die Statistik einschließlich einer abgekürzten Form (häufig Kommerzialrat, KommR oder KR) besteht auf Lebensdauer der Berechtigten.